# M'banza Congo
M'banza Congo, também grafada como M'banza Kongo e Mabanza Congo, é uma cidade e município angolana, capital da província do Zaire.
Segundo as projeções populacionais de 2018, elaboradas pelo Instituto Nacional de Estatística, conta com uma população de 205 272 habitantes e área territorial de 7 651 km². É a única capital angolana que não é a localidade mais populosa de sua província, perdendo para a cidade zairense do Soio.
Designada historicamente como "São Salvador do Congo", capital do antigo e poderoso reino do Congo, teve o seu centro histórico declarado, em 2017, como Património da Humanidade pela UNESCO.

## História
A história oral da cidade de Mabanza Congo é muito mais antiga do que a chegada dos portugueses, e mesmo da conquista do poderoso reino do Congo, que fez dela a morada e capital da dinastia reinante.

### Fundação

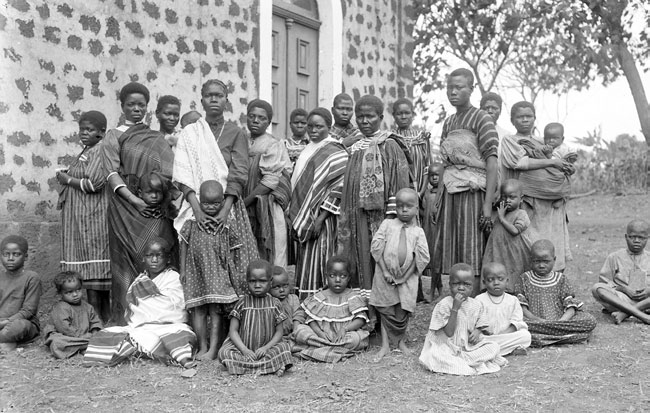
Mulheres e crianças em Mabanza Congo no ano de 1912

Segundo a tradição oral, no ano de 690 AD os congos chegaram à região compreendida entre os rios Cuanza e Cuango, sob a liderança de Na-Culunsi, uma autoridade religiosa. As autoridades religiosas congolesas chamaram essa região Timansi-Timancosi, que siginifica "coração do leão".
Em 691 as autoridades ordenaram que se construísse numa zona planáltica, próximo a uma montanha de nome Congo-dia-Tôtila, uma cidade, com trabalhos sob supervisão do artífice Masema-Toco. Sob coordenação do mesmo artífice abrem-se os Anzila Congo, as sete estradas que ligariam a nova cidade (que a princípio conservou o nome Tôtila) a todos os territórios dos congos, ao sul do rio Congo.
Segundo a tradição oral, o primeiro grande governante de Tôtila foi Muabi Maiidi, em 698 AD, sendo sucedido por Zananga Moua e Mabala Luqueni, e; somente muito depois o reino receberia o nome de Muene Cabunga e a cidade de Tôtila passaria a chamar-se Mongo-dia-Congo, possivelmente no século XII.

### Conquista pelo reino do Congo
Quando o rei Luqueni-lua-Nimi conseguiu unificar as entidades políticas dos congos para formar o reino do Congo em 1390, fixou inicialmente capital em uma localidade por nome Nisi Cuílo, em territórios do Congo-Quinxassa.
Já politicamente forte, o reino do Congo organizou uma expedição e conquistou o reino rival de Muene Cabunga, que tinha sua capital na ainda denominada Mongo-dia-Congo. Após a conquista, a cidade mudou de nome, passando a chamar-se Mabanza Congo, para onde o rei do Congo se mudou e construiu o seu palácio.

### Chegada dos portugueses
Em 1483, o explorador Diogo Cão, a serviço do reino de Portugal, chega em Mabanza Congo, onde assentava-se o trono do manicongos, monarcas que governavam o Reino do Congo. Quando os portugueses chegaram, ela já era uma grande cidade, a maior da África sub-equatorial.
No ano de 1549, por influência dos missionários portugueses, foi construída a igreja católica Catedral de São Salvador do Congo no local em que os angolanos reclamam ser a mais antiga da África Sub-Saariana. A edificação foi elevada a catedral em 1596.
O nome "São Salvador do Congo", para designar a cidade de Mabanza Congo, apareceu pela primeira vez em cartas enviadas por Álvaro I  do Congo (ou Álvaro II do Congo), entre os anos de 1568 e 1587.
Durante o reinado de Afonso I do Congo, edificações de pedra foram criadas, incluindo o palácio e muitas igrejas. Em 1630 foram relatados cerca de 4000 a 5000 baptismos cristãos na cidade, naquele ano com uma população de 100.000 pessoas.

### Decadência e abandono
Os desentendimentos do reino do Congo com o reino de Portugal, levaram a cidade a ser saqueada várias vezes, principalmente durante a guerra civil que se seguiu após a batalha de Ambuíla. As consequências foram tão dramáticas que São Salvador do Congo foi abandonada no ano de 1678.
Nas cercanias do ano de 1704 o rei Pedro IV do Congo concede a Quimpa Vita, líder política, profetiza e membro da monarquia congolesa a incumbência de ser a regente de São Salvador do Congo, numa tentativa de reocupar e restaurar a cidade. Por esforço de Quimpa Vita a cidade foi reestruturada e reconstruída aos poucos, não sendo mais abandonada desde então.

### Séculos XIX e XX

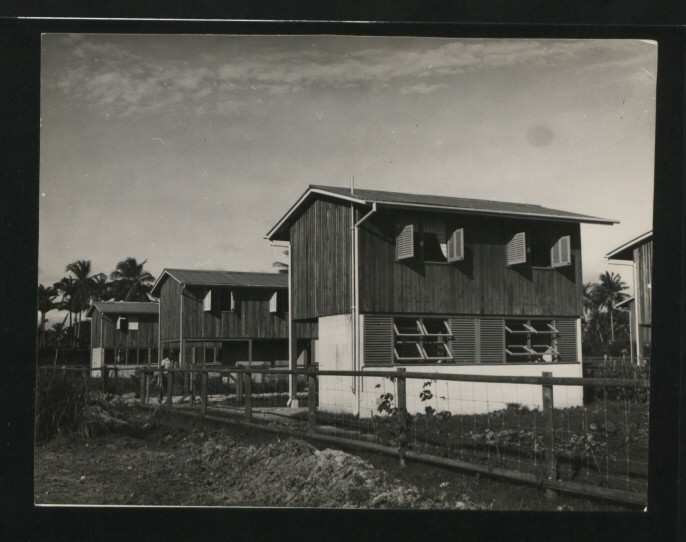
Aspecto de casas em Mabanza Congo, no ano de 1953

No século XIX Portugal criou o Protetorado do Congo Português e, em seguida, o "distrito do Congo", mas resolveu não assentar os aparatos administrativos em São Salvador do Congo, a preterindo por Cabinda.
Durante a grande revolta do Congo contra Portugal, a cidade foi parcialmente destruída, caindo em desgraça, pois em 1914 a monarquia congolesa é extinta, deixando de ser capital.
Em 1917 o governo colonial pretere mais uma vez a cidade de São Salvador do Congo, pois transfere a capital do distrito do Congo para a antiga capital do ducado de Bambata, a cidade de Maquela do Zombo.
Em 1922, porém, a cidade passa a sediar o "distrito do Zaire", condição que conserva até 1930, quando o distrito do Zaire é fundido ao de Cabinda para tornar-se a "Intendência-Geral do Zaire e Cabinda", com capital na cidade de Cabinda.
Em 1961 a cidade recupera seu status de capital, quando ocorre a refundação do "distrito do Zaire".

### Pós-independência
A cidade voltaria a se chamar Mabanza Congo, após a Independência de Angola em 1975.
O papa João Paulo II visitou a cidade, fazendo um culto especial na histórica catedral em 1992, onde fez apelo ao processo de paz que se negociava em função da Guerra Civil Angolana.

## Geografia
O município situa‐se no topo do planalto de Tôtila, que possui muitas encostas escarpadas; a sede municipal está numa elevação com cerca de cinco quilómetros quadrados, a cerca de quinhentos e vinte metros de altura em relação ao nível do mar. O planalto divide as sub-bacias dos rios Mupozo e Luezi.
O município de Mabanza Congo é administrativamente subdividido, além da comuna-sede — que corresponde a própria cidade de Mabanza Congo —, nas comunas de Caluca, Quiende e Madimba (ou Nadinba). Até setembro de 2024 seu território continha as comunas de Calambata e Luvo.

## Economia
Mabanza Congo é agora um importante centro comercial de atacado e varejo para a província zairense; serve também como centro agroindustrial beneficiador de milho, amendoim, amêndoas, gergelim e mandioca cultivados no leste do Zaire.
A cidade também possui plantas industriais de beneficiamento de carnes, couro e leite, havendo também unidades de fabricação de bebidas, de têxteis e de materiais de construção.
A capital zairense ainda dispõe de uma gama grande de serviços financeiros, administrativos, além de oferta de outros relacionados com a saúde, turismo, educação e entretenimento.

## Infraestrutura

### Abastecimento de água
O abastecimento de água potável na cidade é assegurado pela Empresa Pública de Águas e Saneamento do Zaire (EPASZ), que sustenta o sistema por captações subterrâneas e, principalmente, dos rios Luege e Coco, sendo a água bombeada por eletrobombas para os reservatórios.

### Comunicações
Do ponto de vista de comunicação, os serviços disponíveis são os telefónicos — telefonia fixa e móvel — ofertados pelas operadoras Angola Telecom e Unitel; serviços de rádio com frequência da Rádio Zaire (retransmissora da Rádio Nacional de Angola) e da Rádio Ecclesia; televisivo, com repetidores da Televisão Pública de Angola; Correios de Angola, com serviços de correio e telégrafo, e; serviço de internet disponível pela operadora Multitel. Nas mídias impressas, ainda há o tradicional Jornal de Angola e o jornal regional Nkanda.

### Educação

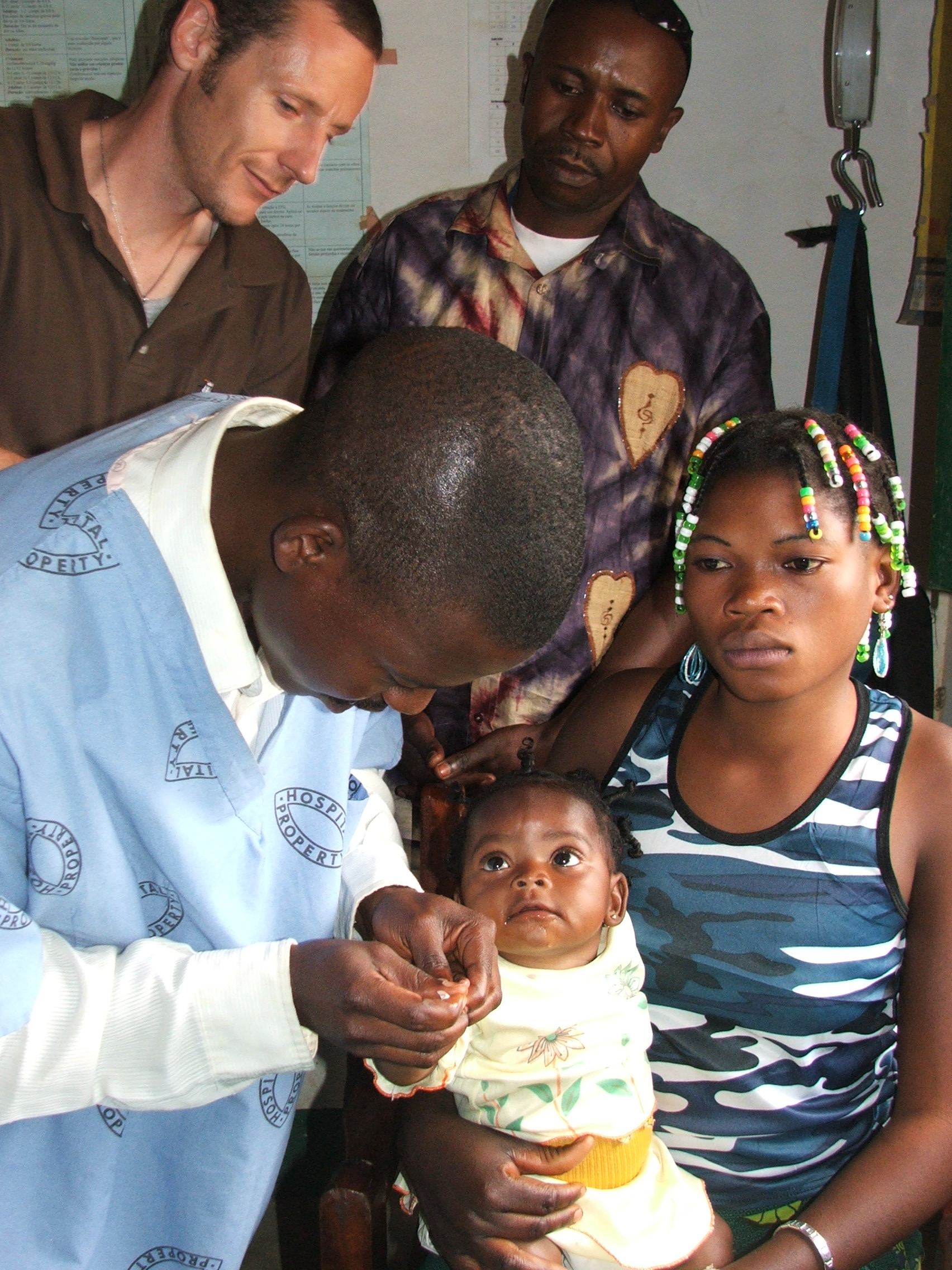
Um enfermeiro fazendo testagem de malária em uma criança no Hospital Municipal de Mabanza Congo, em setembro de 2006

Na educação superior, a cidade dispõe de um campus universitário, que sedia a Escola Superior de Ciências Sociais, Artes e Humanidades do Zaire.

### Energia eléctrica
O fornecimento de energia eléctrica na cidade é garantido pela Central do Ciclo Combinado do Soyo (também chamada de Central Térmica do Soyo I). A eletricidade é distribuída a nível residencial e comercial pela Empresa Nacional de Distribuição de Electricidade (ENDE).

### Saúde
No âmbito da saúde, a cidade dispõe dos centros de referência Hospital Geral do Zaire, Hospital Provincial Maria Eugénia Neto e Hospital Municipal de Mabanza Congo, além de diversas clínicas e centros de saúde.

### Segurança
O sistema de segurança pública de Mabanza Congo é garantido por um batalhão da Polícia Militar das Forças Armadas Angolanas, por um destacamento permanente da Polícia Nacional, por uma delegacia de polícia do Serviço de Investigação Criminal e por um quartel do Serviço de Protecção Civil e Bombeiros.
Embora não tenha papel de força de segurança pública convencional, na cidade está a sede da 2ª Região de Infantaria Motorizada do Exército Angolano.

### Transportes
As principais ligações rodoviárias do Mabanza Congo são pelas rodovias EN-210, que dá ligação ao Nezeto e à Cuimba, e; a EN-120 (Rodovia Transafricana 3), que dá ligação a Matadi (Congo-Quinxassa).
A cidade ainda dispõe do Aeroporto Pedro Moisés Artur, que será desativado e substituído por uma nova infraestrutura, o Aeroporto Nímia Luqueni, a 33 quilómetros do centro da cidade, na comuna de Quiende.

## Cultura e lazer

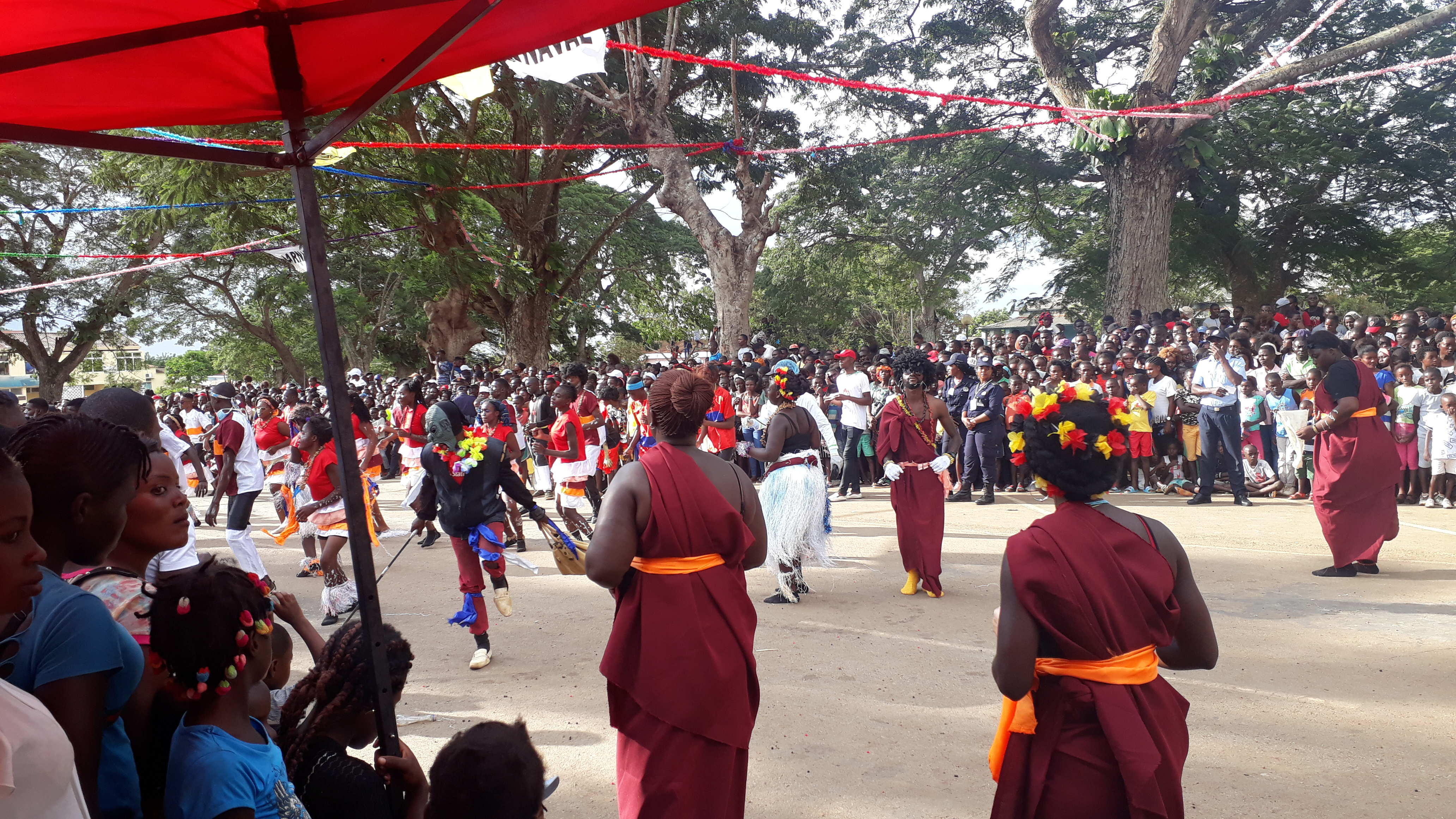
Um grupo carnavalesco desfilando em Mabanza Congo em 2019. O carnaval de rua é uma das festividades populares mais importantes da cultura mabanzina

### Cultura
Uma das principais manifestações culturais-religiosas da cidade, e por consequência do país, são as festividades de São Salvador, o padroeiro da cidade, e a procissão em alusão ao martírio de Quimpa Vita. Quem as promove é a Diocese de Mabanza Congo.
Outras manifestações culturais de grande relevo são o Carnaval de Rua de Mabanza, a mais relevante festividade popular da cidade e do norte angolano, e o FestiCongo, uma festa multicultural que reúne os povos e países que integravam o antigo Reino do Congo.

### Lazer
Mabanza Congo é conhecida pelas ruínas da Catedral de São Salvador do Congo (construída em 1492), do século XV, que afirmam ser a igreja colonial mais antiga da África Subsaariana. Na tradição oral, diz-se que esta mesma igreja, conhecida localmente como Culumbimbi, foi construída por anjos durante a noite. Foi elevado ao status de catedral em 1596. O Papa João Paulo II visitou o local durante sua visita à Angola em 1992.
Outro local interessante de importância histórica é o memorial da mãe do rei Afonso I, próximo ao aeroporto, que rememora uma lenda popular que começou na década de 1680 em que o rei possivelmente havia enterrado sua mãe viva, porque ela não estava disposta a desistir de um "ídolo" que ela usava em volta do pescoço.
Outros locais importantes incluem o Jalancuvo, a árvore de julgamentos do manicongo, que ainda pode ser encontrada no centro da cidade, juntamente com o Sunguilu, uma estrutura retangular no nível do solo onde a tradição local diz que o corpo do rei foi lavado antes do enterro. Ambos estão nas terras do palácio real e do museu real atual.
O Museu Real do Congo, reconstruído como uma estrutura moderna, abriga uma impressionante coleção de artefatos do antigo reino, embora muitos tenham sido perdidos do prédio mais antigo durante a Guerra Civil Angolana.